# Étienne Pernet
Étienne Pernet (Vellexon-Queutrey-et-Vaudey, 23 de julio de 1824 - París, 3 de abril de 1899), castellanizado como Esteban Pernet, fue un presbítero católico francés, miembro de la Congregación de los Agustinos de la Asunción y fundador de la Congregación de las Hermanitas de la Asunción. Es considerado venerable en la Iglesia católica.

## Biografía
Claude-Étienne Pernet nació en Vellexon-Queutrey-et-Vaudey, en el departamento de Alto Saona (Francia), el 23 de julio de 1824, en el seno de una familia obrera. Sus padres fueron Claude-Louis Pernet y Magdeleine Cordelet. Sus primeros estudios los realizó con el sacerdote del pueblo y se convirtió en jefe de familia a los catorce años de edad, por el fallecimiento de su padre. En 1840 ingresó al seminario diocesano de Luxeuil-les-Bains. Terminó la Filosofía en el seminario de Vesoul (1842) y la teología en el de Besanzón (1843). Pero por miedo al ministerio sacerdotal decidió retirarse y regresar a su pueblo. Trabajó como tutor en un orfanato hasta que en 1949 se trasladó a París para buscar un trabajo más estable. Ese mismo año conoció a Emmanuel d'Alzon, fundador de los asuncionistas, quien le animó a ingresar en la congregación. Al terminar sus estudios fue destinado a la enseñanza en diferentes universidades.
En 1863, por motivos de salud, Pernet debió abandonar el ejercicio de la docencia y fue enviado a París para dedicarse a las obras de la caridad. Allí fundó, con ayuda de Marie-Antoinette Fage, una congregación religiosa de vida apostólica femenina, las Hermanitas de la Asunción, para la evangelización de la clase obrera y para la atención de los enfermos a domicilio. Fage fue nombrada la primera superiora del instituto, sin embargo, Pernet fue quien ejerció el gobierno hasta su muerte.
Durante la Guerra franco-prusiana, en 1870, Pernet se desempeñó como capellán militar. Fue arrestado por los alemanes y liberado al año siguiente. De regreso a París, se encuentra con que en la ciudad se había establecido un gobierno comunista. Por ser sacerdote fue arrestado por los comuneros y se salvó del fusilamiento gracias a un amigo militar. Luego de estos acontecimientos, el fundador se dedicó a la expansión de su congregación por Francia, Inglaterra, Italia y Estados Unidos. Consiguió la aprobación pontificia en 1897 de parte del papa León XIII. Sus últimos años los pasó en París, donde murió el 3 de abril de 1899.

## Culto
La causa de canonización fue introducida en 1931 en la archidiócesis de París y el 14 de mayo de 1983 fue declarado venerable por el papa Juan Pablo II. Sus restos se veneran en la iglesia de la Asunción, de la casa madre del instituto por él fundado. Según el proceso en la Iglesia católica, se espera a un milagro obrado por su intercesión para ser declarado beato.
Étienne Pernet es considerado padre espiritual y fundador, junto con Luigi Giussani, de las Hermanas de la Caridad de la Asunción, quienes se separaron en 1993 de las Hermanitas de la Asunción.